# 2-es busz (Bonyhád)
A bonyhádi 2-es jelzésű autóbusz egy helyi járat, ami az Autóbusz-állomás és a Hidas-Bonyhád vasútállomás között közlekedik. A viszonylatot a Volánbusz üzemelteti.

## Megállóhelyei
| 2 (Autóbusz-állomás ◄► Fáy lakótelep ◄ Zománcgyár ◄► Hidas-Bonyhád vasútállomás) | 2 (Autóbusz-állomás ◄► Fáy lakótelep ◄ Zománcgyár ◄► Hidas-Bonyhád vasútállomás) | 2 (Autóbusz-állomás ◄► Fáy lakótelep ◄ Zománcgyár ◄► Hidas-Bonyhád vasútállomás) | 2 (Autóbusz-állomás ◄► Fáy lakótelep ◄ Zománcgyár ◄► Hidas-Bonyhád vasútállomás) | 2 (Autóbusz-állomás ◄► Fáy lakótelep ◄ Zománcgyár ◄► Hidas-Bonyhád vasútállomás) | 2 (Autóbusz-állomás ◄► Fáy lakótelep ◄ Zománcgyár ◄► Hidas-Bonyhád vasútállomás) | 2 (Autóbusz-állomás ◄► Fáy lakótelep ◄ Zománcgyár ◄► Hidas-Bonyhád vasútállomás) | 2 (Autóbusz-állomás ◄► Fáy lakótelep ◄ Zománcgyár ◄► Hidas-Bonyhád vasútállomás) |
| Sorszám (↓)                                                                      | Megállóhely                                                                      | Perc (↓)                                                                         | Kilométer                                                                        | Átszállási kapcsolatok |                                                                                  |                                                                                  |                                                                                  |
| -------------------------------------------------------------------------------- | -------------------------------------------------------------------------------- | -------------------------------------------------------------------------------- | -------------------------------------------------------------------------------- | --- | -------------------------------------------------------------------------------- | -------------------------------------------------------------------------------- | -------------------------------------------------------------------------------- |
| 0                                                                                | Autóbusz-állomás végállomás                                                      | 0                                                                                | 0.0 km                                                                           | 1, 3, 4, 6 1134, 1136, 1568, 1652, 1707, 1843 5420, 5421, 5426, 5430, 5431, 5432, 5434, 5470, 5471, 5475, 5476, 5485, 5490, 5491, 5495, 5496, 5624, 5625, 5626, 5630, 5631, 5634, 5710, 5924 |                                                                                  |                                                                                  |                                                                                  |
| 1                                                                                | József Attila utca                                                               | 2                                                                                | 0.5 km                                                                           | 1, 3, 4 1134, 1136 5420, 5430, 5471, 5625, 5626, 5630 |                                                                                  |                                                                                  |                                                                                  |
| 2                                                                                | Perczel kert                                                                     | 3                                                                                | 1.1 km                                                                           | 1, 3, 4 1134, 1136 5420, 5430, 5471, 5625, 5626, 5630 |                                                                                  |                                                                                  |                                                                                  |
| Csak egy tanítási szünetben munkanapokon közlekedő érinti a Fáy lakótelepet:     |                                                                                  |                                                                                  |                                                                                  | |                                                                                  |                                                                                  |                                                                                  |
| 3+1                                                                              | Fűtőmű                                                                           | –                                                                                | –                                                                                | 1, 3, 4 5420, 5430, 5471, 5490 |                                                                                  |                                                                                  |                                                                                  |
| 3+2                                                                              | Bezerédj utca                                                                    | –                                                                                | –                                                                                | 1, 3, 4 5420, 5430, 5471, 5490 |                                                                                  |                                                                                  |                                                                                  |
| 3+3                                                                              | Dr. Kolta László utca                                                            | –                                                                                | –                                                                                | 1, 3 1136 5420, 5430, 5471, 5490 |                                                                                  |                                                                                  |                                                                                  |
| 3+4                                                                              | Fáy lakótelep                                                                    | –                                                                                | –                                                                                | 1, 3 1134, 1136 5420, 5430, 5471, 5490 |                                                                                  |                                                                                  |                                                                                  |
| 3                                                                                | Mátyás király utca                                                               | 4                                                                                | 1.5 km                                                                           | 5625, 5626, 5630 |                                                                                  |                                                                                  |                                                                                  |
| 4                                                                                | Zománcgyár vonalközi végállomás                                                  | 5                                                                                | 2.0 km                                                                           | 5625, 5626, 5630 |                                                                                  |                                                                                  |                                                                                  |
| 5                                                                                | Hidas-Bonyhád vasútállomás elágazás                                              | 8                                                                                | 3.8 km                                                                           | 5625 |                                                                                  |                                                                                  |                                                                                  |
| 6                                                                                | Hidas-Bonyhád vasútállomás végállomás                                            | 10                                                                               | 4.2 km                                                                           | Hidas-Bonyhád vá. (50. sz.) |                                                                                  |                                                                                  |                                                                                  |